# Acromantinae
Acromantinae è una sottofamiglia di mantidi della famiglia Hymenopodidae.

## Tassonomia
Comprende 12 generi in 2 tribù:
- Tribù Acromantini
  - Acromantis Saussure, 1870
  - Ambivia Stal, 1877
  - Citharomantis Rehn, 1909
  - Majangella Giglio-Tos, 1915
  - Metacromantis Beier, 1930
  - Oligomantis Giglio-Tos, 1915
  - Psychomantis Giglio-Tos, 1915
  - Rhomantis Giglio-Tos, 1915
- Tribù Otomantini
  - Anasigerpes Giglio-Tos, 1915
  - Chrysomantis Giglio-Tos, 1915
  - Otomantis Bolivar, 1890
  - Oxypiloidea Schulthess, 1898